# Deborah Brin
Pour les articles homonymes, voir Brin.
Deborah Brin, née le 8 octobre 1953, est l'une des premières femmes rabbins ouvertement lesbienne et l'une des cent premières femmes rabbines. Elle est maintenant rabbine de la Congrégation Nahalat Shalom à Albuquerque au Nouveau-Mexique. 

## Biographie
En plus de ses études au Reconstructionist Rabbinical College, la rabbine Brin obtient un baccalauréat en études religieuses du Macalester College à Saint Paul au Minnesota, et une maîtrise en conseil pastoral de l'Université La Salle à Philadelphie. Elle co-édite la section poésie du livre de prières Reconstructionniste Kol HaNeshamah : Shabbat Vehagim, et écrit un article relatant son expérience à la tête du premier service de prière des femmes et de la lecture de la Torah au Mur occidental pour le livre Women of the Wall, ainsi que « L'utilisation de rituels dans le deuil d'une fausse couche ou d'une mortinaissance », pour le livre De la ménarche à la ménopause: le corps féminin dans la thérapie féministe. 
Le 1er décembre 1988, lors de la première Conférence juive féministe internationale à Jérusalem, 70 femmes portent un rouleau de la Torah jusqu'au Mur occidental et Brin dirige un service de prière pour elles. À la fin de la conférence, un groupe de femmes de Jérusalem continue de se réunir au Mur des Lamentations et forme le femmes du Mur des Lamentations pour affirmer leur droit d'y prier sans entrave. 
Une dissertation de 2013 du département d'anthropologie de l'Université du Nouveau-Mexique, Storied Lives in a Living Tradition: Women Rabbis and Jewish Community in 21st Century New Mexico, du Dr Miria Kano, traite de Brin et de quatre autres rabbins du Nouveau-Mexique. 
En 2014, Brin est nommée l'une des onze meilleures icônes juives gays et lesbiennes par le PinkNews. 